# VAMPIRE (зенітний комплекс)
VAMPIRE (акр. від англ. Vehicle-Agnostic Modular Palletized ISR Rocket Equipment) — зенітний ракетний комплекс виробництва американської компанії L3Harris, що призначений для боротьби з БПЛА.

## Опис
VAMPIRE — це портативний комплект, який можна встановити на більшість транспортних засобів із вантажним кузовом (наприклад, на позашляховик) для запуску недорогих ракет APKWS або інших боєприпасів з лазерним наведенням. Система є самостійною і може бути встановлена на будь-який наземний транспорт за кілька годин.
APKWS — це перероблення конструкції некерованих ракет Hydra 70 із комплектом лазерного наведення для перетворення їх на високоточні боєприпаси. APKWS використовує технологію напівактивного лазерного самонаведення з розподіленою апертурою (DASALS). Конфігурація APKWS дозволяє використовувати наявні боєголовки системи Hydra 70 без необхідності встановлення лазерного самонаведення в носовій частині ракети. Безконтактний підривник дозволяє йому ефективно перехоплювати БПЛА. Лазерне наведення ракети, яке активується під час запуску, не вимагає прицілювання до цілі перед запуском. Комплекс VAMPIRE розроблений як відносно дешева система, яку можна помістити на пікап або на будь-який транспортний засіб із вантажною платформою.
Система може також уражати й наземні цілі.

## Оператори
- Україна: 14 комплексів.[1]

### Україна
Про майбутню передачу таких комплексів стало відомо в серпні 2022 року, з того часу виробником L3Harris проводились роботи з тестування та сертифікації, а вже в січні 2023 року компанія оголосила про отримання контракту на виготовлення 14 комплексів VAMPIRE для боротьби з БПЛА, постачання 4 з яких планується до середини 2023 та решти до кінця того року.
З оприлюднених в грудні 2023 року фотографій стало відомо, що в останній переданій партії Україна отримає системи на шасі M1152A1 HMMWV з пусковими установками LAND-LGR4 на чотири ракети.
Сили оборони України використовують дані комплекси для боротьби з ворожими БПЛА та крилатими ракетами. У лютому 2024 року ВМСУ продемонстрували застосування комплексу проти російських Shahed-136 на Одещині.